# Alain Le Ninèze
Alain Le Ninèze, né le 4 janvier 1948 à Agen, est un écrivain français.

## Biographie
Alain Le Ninèze est né à dans le Sud-Ouest à Agen, ville où il passe sa jeunesse, en alternance avec la Bretagne, jusqu’à son baccalauréat obtenu en 1966. Admissible à l’École normale supérieure de la rue d'Ulm en 1968, il se tourne vers l’action politique dans la mouvance des événements de mai. Agrégé de lettres classiques en 1971, il enseigne alors dans divers collèges et lycées de la banlieue parisienne. En 1989, il devient inspecteur pédagogique régional des lettres, fonction qu’il exerce dans les académies de Toulouse, Orléans-Tours, Versailles puis Paris.
Son parcours d’écrivain l’oriente d’abord vers des essais et des fables philosophiques. Marqué par sa culture classique autant que par la pensée orientale qu’il découvre à l’occasion de ses voyages en Asie, notamment en Inde, il explore les grands courants des sagesses de l’Antiquité gréco-latine et orientale en les confrontant aux interrogations de l’homme contemporain : La Sagesse, Autrement, 2000 ; Petites fables de sagesse pour temps incertains, Autrement, 2002. Il s’oriente ensuite vers le roman historique. Dans Sator (Actes Sud, 2008), il raconte la vie des premiers chrétiens à Jérusalem et à Rome au temps de Néron ; dans La Controverse de Bethléem (Actes Sud, 2009), il pose la question de la traduction du Nouveau Testament en évoquant le personnage et la vie de l’auteur de la Vulgate latine, saint Jérôme.
Des essais sur les sagesses antiques aux romans sur l’histoire chrétienne, Alain Le Ninèze s’est rapproché du christianisme, même s’il se définit aujourd’hui comme agnostique.
Passionné par l'histoire de l'art, Alain Le Ninèze a également écrit sur Michel-Ange (Libica. Michel-Ange et la Sibylle), Léonard de Vinci (Dans les yeux de Mona Lisa), Manet (La femme moderne selon Manet) et Le Caravage (Le dernier sommeil selon Caravage).

## Essais
- La Sagesse, Collection Morales, Autrement, 2000.
- Petites Fables de sagesse pour temps incertains, Autrement, 2002.
- Marcher sur les pieds de la femme qu’on aime, Autrement, 2003.

- Le Risque, avec Mark Asch, EDP-Sciences, 2003.

- L’Ingénieur et le Philosophe, avec Jean Carayon, Fondation des Arts et Métiers, 2004.

## Romans
- L'Amour, fou, Autrement, 2004 (prix du Festival du premier roman de Chambéry, 2005).
- La Petite Maîtresse d’école, Le Seuil, 2006.
- La Face cachée de Maître Pardès, Belin, 2007 (roman pour la jeunesse).
- SATOR, l'énigme du carré magique, Actes Sud, 2008 ; Babel n°1118, 2012 (prix Jean d’Heurs du roman historique 2008).
- La Controverse de Bethléem, Actes Sud, 2009.
- AGLA, le premier évangile, Actes Sud, 2012.
- Libica. Michel-Ange et la Sybille, Actes Sud, 2014.
- L'Énigme Gerstein, Ateliers Henry Dougier, 2017.
- Dans les yeux de Mona Lisa, Ateliers Henry Dougier, 2019.
- La femme moderne selon Manet, Ateliers Henry Dougier, 2021.
- Le dernier sommeil selon Caravage, Ateliers Henry Dougier, 2022.
- Moi, Oedipe... Ateliers Henry Dougier, 2022.
- Moi, Judith... Ateliers Henry Dougier, 2022.
- L'empereur des alchimistes selon Arcimboldo, Ateliers Henry Dougier, 2023.
- Un martyr de la Révolution selon David, Ateliers Henry Dougier, 2023.
- Moi, Psyché... Ateliers Henry Dougier, 2023.